# Пелоїди. Лікувальні грязі
 Гідрологічна пам'ятка природи «Пелоїди. Лікувальні грязі» займала площу 0,3 га та розміщувалася у селищі міського типу Глибока Чернівецької області.
Була створена, згідно Рішення Чернівецького облвиконкому № 198 від 30.05.1979 «Про затвердження реєстру заповідних об'єктів та заходи по поліпшенню заповідної справи в області», перезатверджена згідно Рішення Чернівецької обласної ради № 216 від 17.10.1984 « Про затвердження мережі і територій та об'єктів природно-заповідного фонду у відповідності з діючою класифікацією та заходи по поліпшенню заповідної справи в області».
Це були неорганічні лікувальні грязі, насичені водним розчином гідрокарбонатів натрію. Установа, що була відповідальна за збереження об'єкту-районна лікарня.
8 лютого 1996 року Чернівецька обласна рада ухвалила рішення № 187-р «Про розширення природно-заповідного фонду області», яким були створені 6 нових об'єктів природно-заповідного фонду та ліквідовані 10, в тому числі і гідрологічна пам'ятка природи «Пелоїди. Лікувальні грязі».
Скасування статусу відбулось у зв'язку зі припинення функціонування джерел, яке відбулось по природних обставинах.